# The Holy Sonnets of John Donne
The Holy Sonnets de John Donne, op. 35, és un cicle de cançons compost el 1945 per Benjamin Britten per a veu de tenor o soprano i piano. Va ser escrit per a ell i la seva parella de vida, el tenor Peter Pears, i l'estrena va ser feta per ells mateixos a la Wigmore Hall, Londres, el 22 de novembre de 1945. Britten va començar a compondre el cicle poc després de visitar els horrors comesos pels nazis al recentment alliberat camp de concentració de Bergen-Belsen.
El cicle va ser enregistrat per a Decca pels intèrprets originals el novembre de 1967 a The Maltings, Snape amb John Mordler com a productor i Kenneth Wilkinson com a enginyer.
El cicle consta de nou dels dinou Holy Sonets del poeta metafísic anglès John Donne (1572 – 1631). Les següents numeracions són les del manuscrit de Westmoreland de 1620, la versió més completa d'aquests sonets.
1. IV: Oh my blacke Soule! now thou art summoned
2. XIV: Batter my heart, three person'd God
3. III: Oh might those sighes and teares return againe
4. XIX: Oh, to vex me, contraryes meet in one
5. XIII: What if this present were the world's last night?
6. XVII: Since she whom I lov'd hath pay'd her last debt
7. VII: At the round earth's imagined corners
8. I: Thou hast made me, and shall thy work decay?
9. X: Death be not proud

La cançó final, Death be not proud, és un passacaglia, una de les formes musicals preferides de Britten.